# Alexandre Mikhaïlov
Alexandre Iakovlevitch Mikhaïlov (russe : Александр Яковлевич Михайлов) né le 4 ou 5 octobre 1944, au village d'Oloviannaïa de l'oblast de Tchita (URSS), est un acteur russe et soviétique. Ses deux grands pères étaient cosaques du Don. Il a tourné dans 75 films et joué 50 rôles au théâtre. Il s'est surtout fait connaître à partir de 1981 dans le film Les Gars ! présenté à la Berlinale 1982, où il a remporté une mention honorable. Parmi les rôles les plus importants qu'il a interprétés au théâtre, l'on peut distinguer Ivan le Terrible au Théâtre Maly, le prince Mychkine et Rodion Raskolnikov.
Il est nommé artiste du peuple de la RSFSR en 1992 et artiste du peuple de la Transnistrie en 2014.

## Positions
Le 12 février 2015, les services de sécurité d'Ukraine interdisent à Mikhaïlov de pénétrer en Ukraine pendant cinq ans à cause de son soutien à la république populaire de Lougansk et à la république populaire de Donetsk et d'y avoir visité leur territoire.

## Filmographie partielle
Alexandre Mikhaïlov a tourné dans plus de 75 films dont :
- Les Gars! (1981) : Pavel
- À travers les ronces vers les étoiles (Per aspera ad astra) (1981) : Dreier
- Carnaval (1981) : Remizov
- L'Argent fou (1981) d'après la pièce d'Ostrovski : Vassilkov
- Plaider innocent (1983) : Voronine
- Foyer pour célibataires (1983) : Victor Frolov
- Amour et Pigeons (1985) : Vassili Kouziakine
- Bénissez la femme (2003) : Yourlovv
- Essénine (2005, série télévisée) : Alexandre Khlystov
- Mata Hari (2016, série télévisée) : Semikhine